# Bukaka
Bukaka (bułg. Букака) – rezerwat przyrody w północno-wschodniej Bułgarii.
Rezerwat przyrody został założony 5 lutego w 1980 roku z inicjatywy Komitetu Rady Ministrów Ochrony Środowiska w celu zachowania istniejących cennych rodzimych gatunków drzew. Obecnie Bukaka ma status rezerwatu utrzymującego. Stanowi odrębny obszar parku krajobrazowego Szumensko płato. Znajduje się w centralnej jej części. 

## Flora
Rezerwat Bukaka znajduje się w górskim masywie w Starej Płaninie, na wysokości 450 m n.p.m. Chroni zasoby buka mezyjskiego. Ponadto w północnej części parku w lasach rosną m.in. dąb bezszypułkowy, dąb burgundzki, dąb węgierski, grab, klon. W podszycie rosną głóg, jesion mannowy, jeżyna, leszczyna, róża dzika. Runo leśne zajmują m.in. chaber bławatek, lilia złotogłów, sasanka.

## Fauna
Wśród przedstawicieli świata zwierzęcego spotyka się borsuki, chomiczaki szare, dziki, jelenie szlachetne, lisy, sarny, zające oraz niektóre gatunki żmij.